# Pizzicantó

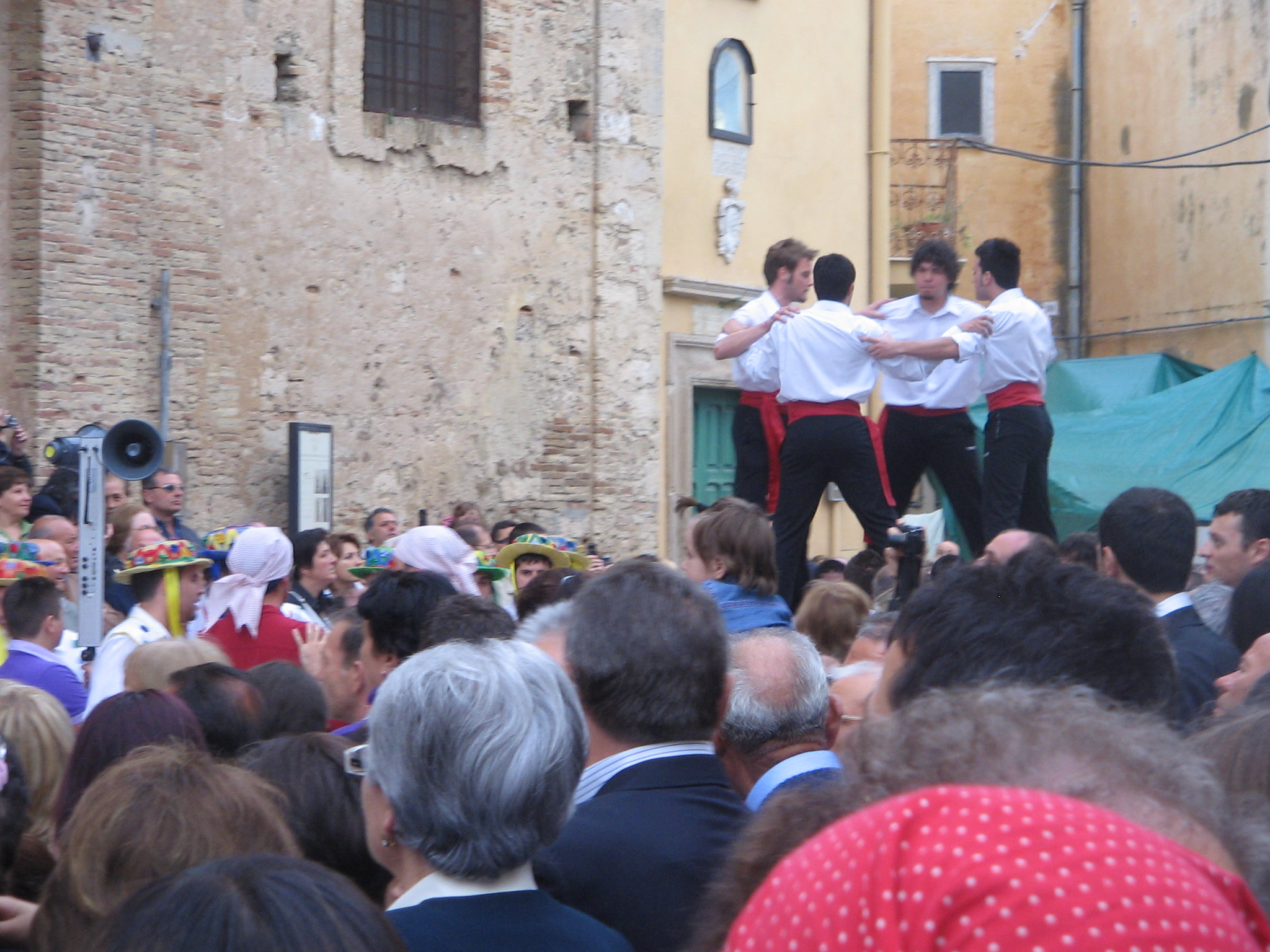
Pizzicantó d'Irsina

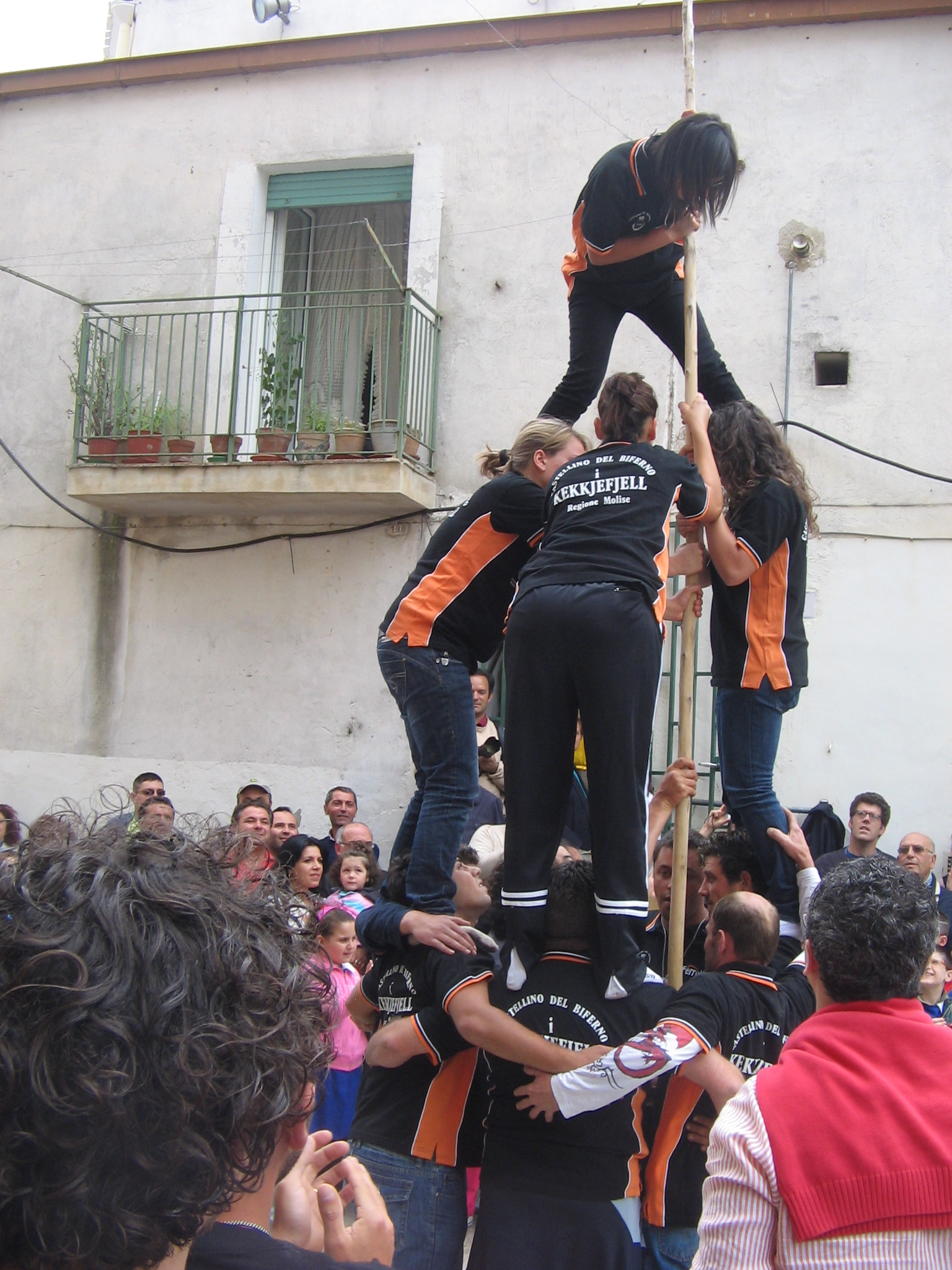
Pizzicantó de Castellino del Biferno

El pizzicantó (pizzic'Antò o pizzicantò en italià) és una tradició folklòrica, escampada sobretot pel sud d'Itàlia, que consisteix en formar una torre humana. El seu origen és incert. Hi ha diverses tesis, i totes passen per l'àmbit religiós en una regió d'escassa densitat, profundament agrària i lluny del desenvolupament industrial. El nom de prové de San Antonio (en italià) o San Antò (en dialecte), que és quan aquest ball surt al carrer, llevat d'Irsina, que ho fa unes setmanes abans, per la Festa de la Madonna della Pietà.

## Origen
El pizzicantó és un ball en moviment. La base de la torre es disposa ben junta, formant un cercle i agafant-se amb els braços. Per damunt dels primers, s'hi posen uns altres nois formant una torre, l'alçada de la qual varia segons els llocs i que al llarg de la història ha estat com a molt de quatre pisos. Tot mantenint-se en equilibri, uns damunt les espatlles dels altres, la torre comença a girar sobre ella mateixa al ritme d'unes estrofes que parlen del perill, sempre imminent, d'un capgirament social. En el continu rotar de la construcció, els que són a dalt s'han d'agafar fort per no caure, i els de sota han de subjectar amb força els que tenen al damunt.
| « | E né Pzz’cantò sembre’ mò sembre’ mò A voj ca stet’ d' sotto’ Stat’v fort’a mand'nè cè avet’ a scavazzè tanda fech’ avet’ avè! | » |

## Implantació territorial i diversitat de denominacions
Aquesta tradició popular presenta una geografia força dispersa pel sud d'Itàlia: els cants i la construcció humana es coneixen a Palerm com la Vara di San Caloriu, a Mazara del Vallo es diu Animaliu, a Nàpols són el Pizzicandò o Le Piramidi ("les piràmides", en català).
A la Basilicata, s'havien fet Torri a quatre llocs diferents: a Melfi (Potenza) es deien Scaricavascio i es feien durant les festes de Sant Antoni de Pàdua, a Irsina (Matera) es diuen Pzzc'Antò i encara avui es construeixen en honor de la Mare de Déu de la Pietat, a Ferrandina (Matera) també es feien en el passat en honor de Sant Antoni, i finalment a Brindisi Montagna (Potenza) Mariandò e pizzicandò era un antic cant i joc que es realitzava a la plaça principal fins a les primeries del segle xx el dia de l'Anunciació (25 de març). Trobem encara les torres humanes a Castellino del Biferno i a Ferrazzano (Pizzichendò), a la regió de Molise, sempre en ocasió de la festivitat de Sant Antoni. I finalment, a Calàbria, se'n feien a Scalea (Cosenza), formant part dels ritus del Carnaval.